# منتخب جمهورية الكونغو الديمقراطية لكرة القدم

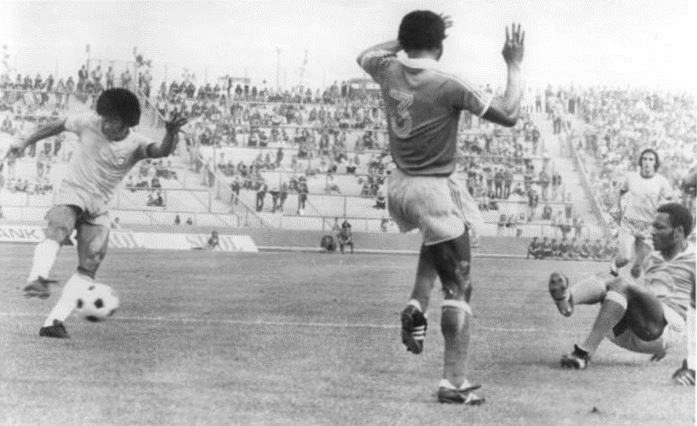
لاعبو متنخب الكونغو الديمقراطية (زائير سابقاً) ضد في الجولة الثالثة من كأس العالم 1974

منتخب جمهورية الكونغو الديمقراطية لكرة القدم (بالفرنسية: Équipe de République démocratique du Congo de football)‏ الملقب بالفهود، هو المنتخب الوطني الذي يمثل جمهورية الكونغو الديمقراطية والذي يديره اتحاد الكونغو الديمقراطية لكرة القدم . تغير اسم المنتخب عدة مرات في الماضي حيث شارك باسم الكونغو البلجيكية (1948-1960) والكونغو ليوبولدفيل (1960–1963) الكونغو كينشاسا (1963–1971) وزائير (1971–1997).
بمسماه السابق زائير كان ثالث منتخب أفريقي (بعد مصر والمغرب) يشارك في إحدى بطولات كأس العالم وكان في بطولة عام 1974 التي أقيمت في ألمانيا الغربية، والتي خسر فيها جميع مبارياتها الثلاث، ولم يسجل فيها أي هدف، وتلقت شباكه أربعة عشر هدفاً. حقق بطولة كأس الأمم الأفريقية لكرة القدم مرتين الأولى بمسمى كونغو كينشاسا سنة 1968 والمرة الثانية بمسمى منتخب زائير سنة 1974 . في سنة 2005 كان على وشك التأهل إلى بطولة كأس العالم لكرة القدم 2006 التي أقيمت في ألمانيا ولكنه احتل المركز الثاني بفارق 5 نقاط عن المتصدر والمتأهل منتخب غانا. أشهر نجوم المنتخب الحاليين لومانا لوا لوا، شعباني نوندا، ألاين ماسودي ، وبارفايت مانداندا .

## وصلات خارجية
- قائمة بيانات المنتخب من الموقع الرسمي للفيفا باللغة العربية